# Disanthus cercidifolius
Disanthus cercidifolius es la única especie del género monotípico Disanthus de plantas fanerógamas de la familia Hamamelidaceae. Es originaria de Jiangxi en China y Japón.

## Descripción
Es un arbusto que alcanza los 3 m de altura. Las ramillas son de color pardo, glabras, lenticeladas . Las hoja con pecíolo de 3-5 cm de longitud; el limbo anchamente ovado- redondeadas , de 5-10 cm × 5-9, membranosas ,  abaxialmente gris- blanco y verde adaxialmente , glabras, la base ligeramente a profundamente cordada, rara vez truncada, el ápice, rara vez obtuso, acuminado. El fruto en cápsulas con semillas de color negro , brillantes, irregulares y elipsoides.

## Distribución
Se encuentra en los bosques de hoja ancha ; a una altitud de 450 - 1200 metros en  Hunan, Jiangxi, Zhejiang de China y en Japón .
Este taxón está tratado en peligro de extinción por la UICN.

## Taxonomía
Disanthus cercidifolius fue descrita por  Carl Johann Maximowicz  y publicado en Bulletin de l'Academie Imperiale des Sciences de St-Petersbourg 43: 522. 1868.